# Coptomia mimetica
Coptomia mimetica är en skalbaggsart som beskrevs av Renaud Maurice Adrien Paulian 1990. Coptomia mimetica ingår i släktet Coptomia och familjen Cetoniidae. Inga underarter finns listade i Catalogue of Life.